# Tenika Davis
Tenika Davis (* 16. Juli 1985 in Toronto) ist eine kanadische Schauspielerin und Model.

## Leben
Tenika Davis wuchs in der kleinen Stadt Newmarket (Ontario) auf. Als sie 10 Jahre alt war, entdeckte sie ihr Interesse an öffentlichen Reden und darstellenden Künsten. Zu diesem Zeitpunkt nahm sie an verschiedenen Sprachwettbewerben teil und sprach öffentlich vor Publikum. In diesem Alter begann Tenika auch intensiv mit dem Training der hochdisziplinierten Kampfkunst von Taekwondo. Sie zeigte darin großes Talent und bestritt Wettkämpfe auf nationaler Ebene, wofür sie zahlreiche Goldmetallen, Trophäen und Auszeichnungen erhielt. Ihre Ausbildung erwies sich auch als günstige Voraussetzung für ihre professionelle Schauspielkarriere.

## Karriere
Tenika Davis begann ihre Karriere als eine der Finalistinnen der ersten Staffel der Reality-TV-Serie Kanadas Next Top Model. Nach Abschluss der Show unterschrieb sie bei der Modelagentur Ford Models. Tenikas Talent, Entschlossenheit und harte Arbeit ermöglichten es ihr 2011, neben Angela Bassett, Paula Patton, Loretta Devine und Meagan Good ihre erste Hauptrolle in Jumping the Broom zu erhalten. Noch im selben Jahr spielte sie als Sara Suarez, eine Action-Heldin, in dem Horrorfilm Wrong Turn. Danach spielte sie fast ausschließlich in TV-Serien, zuletzt als Petra Small in dem Netflix-Drama Jupiter’s Legacy, das auf der gleichnamigen Comic-Serie basiert.

## Filmografie
- 2006: Kanadas Next Top Model  (Reality Show)
- 2007: 'Da Kink in My Hair (Fernsehserie)
- 2009: Degrassi Goes Hollywood (Fernsehfilm)
- 2009: Saw VI
- 2011: Skins  (Fernsehserie)
- 2011: Jumping the Broom
- 2011: Lost Girl (Fernsehserie)
- 2011: Wrong Turn 4: Bloody Beginnings
- 2012: Space Janitors (Fernsehserie)
- 2014: Murdoch Mysteries (Fernsehserie)
- 2014: Beauty and the Beast  (Fernsehserie)
- 2009–2014: The Listener – Hellhörig (The Listener, Fernsehserie, 2 Folgen)
- 2014: Debug – Feindliches System (Debug)
- 2015: The Book of Negroes (Miniserie)
- 2015: 19-2  (Fernsehserie, 3 Folgen)
- 2016: Adorn (Kurzfilm)
- 2017: Incorporated  (Fernsehserie, 2 Folgen)
- 2018: Big Top Academy (Fernsehserie)
- 2018: Meine zauberhaften Weihnachtsschuhe (A Shoe Addict’s Christmas)
- 2018: Private Eyes (Fernsehserie)
- 2018: Half UnTold (Fernsehserie)
- 2019: Perpetual Motion
- 2021: Hudson & Rex (Fernsehserie)
- 2022: Guillermo del Toro’s Cabinet of Curiosities (Fernsehserie, Folge 1x06)